# Хосе Мануел Калдерон
Хосе Мануел Калдерон (шп. José Calderón; 28. септембар 1981) је бивши шпански кошаркаш. Играо је на позицији плејмејкера.

## Каријера

### Европа
Калдерон је својих првих шест сезона провео играјући у Европи. У шпанској АЦБ лиги дебитовао је у дресу Аликантеа. Сезону 2001/02. провео је у Фуенлабради, али када је видео да због смањене минутаже неће добити толико прилика за игру, сели се у Таукерамику. Калдерон је тада био замена за бившег НБА играча Елмера Бенета, који је већину сезоне био стартни плејмејкер клуба. С ТАУ је освојио шпански Куп Краља 2005, а исте године предводио клуб до финала Фајнал-Фора Евролиге.

### НБА

#### Руки сезона
Калдерон је отишао у НБА када је на наговор бившег генералног менаџера Репторса Роба Бебкока потписао за екипу Торонто Репторса. Познат као талентовани плејмејкер, Калдерон се током своје прве сезоне мучио са шутом. На крају сезоне 2005/06., Калдерон је завршио трећи у поретку од свих новајлија по броју асистенција по утакмици (4,5). Током целе сезоне одиграо је 65 утакмица, а у почетној петорци започео је њих 11. У просеку је постизао 5,5 поена, 2,2 скока и 4,5 асистенција по утакмици.

#### Сезона 2006/07.
Током целе сезоне 2006/07., Калдерон је провео као замена за првог плејмејкера Ти-Џеј Форда. Регуларни део сезоне је завршио у просеку од 8,8 поена и 5,1 асистенцију по утакмици. Заједно је с клубом стигао до првог дивизијског наслова у историји франшизе. У плејофу је Калдерон играо у свим утакмицама првог круга против Њу Џерзи Нетса, међутим Репторси су у серији поражени 4-2. Калдерон је током свог првог плејофа био на просеку од 13 поена и 5,5 асистенције по утакмици.

#### Сезона 2007/08.
Торонто је и у овој сезони наставио са плејмејкерским тандемом Калдерон - Ти-Џеј Форд. Форд је прппустио неколико утакмица током новембра и децембра, а Шпанац је преузео главну улогу плејмејкера Репторса. У три утакмице против Мемфис Гризлиса, Кливленд Кавалирса и Чикаго Булса, Калдерон је сакупио 37 асистенција и изгубио само три лопте. Постао је тек шести играч у историји НБА лиге који из игре шутирао најмање 50%, за три 40% и 90% са линије слободних бацања. Средином сезоне био је у ужем избору играча који би могли у случају повреда позваних играча на Ол-Стар утакмицу, ускочити уместо њих. Након што се Форд вратио у тим, Калдерон је задржао место у стартној петорци. Форд се накратко сложио играти другог плеја екипе, но касније је постао фрустиран што није успео повратити своје место у стартној петорци. Калдерон је чак и питао тренерско особље клуба да се жртвује за екипу и да Форд уместо њега игра од почетка, међутим то је довело до све већег броја његових обожаватеља међу навијачима. На крају регуларног дела сезоне, Калдерон је био пети најбољи асистент лиге и заједно је с Фордом укупно у плејофу постизао 23,4 поена и 13,6 асистенција. С обзиром да му је на крају сезоне истицао уговор, Репторси су се морали одлучити или заменити Форда, притом задржати Калдерона и око њега градити игру, или пустити га неку другу НБА екипу.

#### Сезона 2008/09.
9. јула 2008, Калдерон је потписао нови вишегодишњи уговор с Репторсима. Форд је разменом играча напустио Репторсе и постао чланом Индијана Пејсерса. У исто време Џермејн О'Нил стигао је у Репторсе и заједно с Крисом Бошом требало да чини ударни тандем екипе. Међутим, већ након 17 одиграних утакмица отказ је добио тренер Сем Мичел. На крају 2008, Репторси су имали скор 12-20, а Калдерон се повредио због чега је месец дана провео ван паркета. Када се вратио у тим, помогао је Репторсима прекинути низ од седам узастопних пораза против Чикаго Булса. У тој утакмици је забележио 23 поена (шут из игре 9/10) и 10 асистенција.
Недуго након тога ушао је у историју као други најбољи извођач слободних бацања у историји НБА лиге. У утакмици против Милвокија, његова серија је стала на 87 узастопних погођених слободних бацања. 13. марта 2009, постао је играч са највишим бројем асистенција у историји франжизе Торонто Репторса, претекавши његовог бившег саиграча Алвина Вилијамса. Торонто је сезону завршио с скором 33-49, а Шпанац био најбољи асистент Источне конференције.

## Шпанска репрезентација
Калдерон је члан шпанске кошаркашке репрезентације. Са репрезентацијом је на Светском првенству у САД 2002. завршио на петом месту, а годину дана касније с њом на Европском првенству у Шведској 2003. освојио сребрну медаљу. Пре почетка Олимпијских игара у Атини 2004. именован је капитеном екипе. С репрезентацијом је још освојио сребрну медаљу на Европском првенству у Шпанији 2007, златну медаљу на Светском првенству у Јапану 2006. и још једно сребро на Олимпијским играма у Пекингу 2008. године. У Пекингу је у просеку постизао 7,3 поена по утакмици. На Олимпијским играма у Лондону 2012. освојио је поново сребро после пораза од Американаца.